# Gregory Mangin
Gregory Sylvester Mangin (Newark, 1º novembre 1907 – Newark, 27 ottobre 1979) è stato un tennista statunitense.

## Carriera
Ha raggiunto i suoi principali successi su suolo statunitense, nel 1928 ha vinto l'Eastern Clay Court Championships sconfiggendo Herbert Bowman in finale mentre a partire dal 1932 ha raggiunto per cinque edizioni consecutive la finale dell'U.S. National Indoor Championships, ne è uscito vincitore quattro volte con l'unica sconfitta subita da Lester Stoefen nel 1934.
Negli Slam si è fermato per cinque volte nei quarti finale degli U.S. National Championships, lo stesso risultato lo ha ottenuto in europa: a Wimbledon 1930 sconfitto dal connazionale John Doeg e a Parigi 1932 si arrese al moschettiere Henri Cochet. Riuscì invece ad avanzare fino al turno decisivo nel doppio maschile agli U.S. National Championships 1931 in coppia con Berkeley Bell ma non ne uscirono vincitori.

## Finali del Grande Slam

### Doppio

#### Finali perse (1)
| Anno | Torneo                       | Compagno      | Avversari in finale         | Risultato     |
| 1931 | U.S. Championships, New York | Berkeley Bell | John Van Ryn Wilmer Allison | 4–6, 3–6, 2–6 |